# Добувна придатність гірської породи
Добувна здатність гірської породи (рос. добываемость горной породы, англ. mineability of rock, нім. Gewinnungsfestigkeit des Gesteins, Gewinnbarkeit  f des Gesteins) ― відносний опір породи руйнуванню при різноманітних процесах видобування корисної копалини (бурінні, висаджуванні та ін.).